# Rue de Parme (Paris)
Pour les articles homonymes, voir Rue de Parme.
La rue de Parme est une voie du 9e arrondissement de Paris, en France.

## Situation et accès
Située dans le 9e arrondissement de Paris, quartier Saint-Georges, la rue de Parme débute au 59, rue de Clichy et se termine au 78, rue d'Amsterdam.
Le quartier est desservi par la ligne 13 à la station Liège.

## Origine du nom
Elle tient son nom de la ville de Parme, en Italie, ancienne capitale du duché de Parme, en raison du voisinage de la place de l'Europe.

## Historique
Cette rue a été ouverte, en 1839, sur les terrains de MM. Lehret et Singer et l'emplacement de l'hôtel de Mlle Cloué de l'Opéra, sous le nom de « rue Neuve-de-Clichy ».
Elle prend sa dénomination actuelle par arrêté du 7 mars 1849.

## Bâtiments remarquables et lieux de mémoire
- C'est dans l'hôtel de Mlle Cloué que le girondin Pierre Vergniaud fut découvert et arrêté le 17 juin 1793.